# Candies
Candies (キャンディーズ, Kyandīzu) var en japansk idoltrio som bildades 1973, Trion bestod av tre flickor: Ran (Ran Itō), Sue (Yoshiko Tanaka) och Miki (Miki Fujimura). Låtskrivare inkluderade Michio Yamagami, Kōichi Morita, Yūsuke Hoguchi och Kazuya Senka.

## Diskografi
- Anata ni Muchū: Uchiki na Candies (1973)
- Abunai Doyōbi: Candies no Sekai (1974)
- Namida no Kisetsu (1974)
- Toshishita no Otokonoko (1975)
- Sono Ki ni Sasenaide (1975)
- Haru Ichiban (1976)
- Natsu ga Kita! (1976)
- Candies 1½: Yasashii Akuma (1977)
- Candy Label (1977)
- Sōshunfu (1978)